# Masdevallia henniae
Masdevallia henniae är en orkidéart som beskrevs av Carlyle August Luer och Stig Dalström. Masdevallia henniae ingår i släktet Masdevallia och familjen orkidéer. Inga underarter finns listade i Catalogue of Life.